# 鲼科
鱝科（学名：Myliobatidae）是軟骨魚綱鲼目中的一科。部分物种与魟一样尾部带有毒刺。

## 分布
鲼科魚類廣泛分布於全球溫、熱帶海域。

## 深度
從水深3m至300m深的水域。

## 分類
鲼科下分6個屬，蝠鲼属与前口蝠鲼属已合并为一个属如下：

### 鱝屬（Myliobatis）
- 鱝 Myliobatis aquila ，普通鲼
- 澳大利亞鱝 Myliobatis australis ，澳洲鲼
- 加州鱝 Myliobatis californicus
- 智利鱝 Myliobatis chilensis
- 弗氏鱝 Myliobatis freminvillii ，牛吻鲼
- 古氏鱝 Myliobatis goodei ，南方鲼
- 哈氏鱝 Myliobatis hamlyni
- 長吻鱝 Myliobatis longirostris
- 秘魯鱝 Myliobatis peruvianus
- 短吻鲼 Myliobatis ridens
- 薄尾鱝 Myliobatis tenuicaudatus
- 鳶鱝 Myliobatis tobijei ：又稱燕魟。

### 前鰭鱝屬（Pteromylaeus）
- 糙前鰭鱝 Pteromylaeus asperrimus
- 橫紋前鰭鱝 Pteromylaeus bovinus
- 細斑前鰭鱝 Pteromylaeus punctatus

## 特徵
鲼科魚身体扁平，胸鰭向前延伸至眼所在之位置終止，或為狹窄之皮膜經吻部下方而成為一枚吻下鰭，因此頭部與體軀可以清楚劃分。頭頂隆起，尾部細長，超過體盤前後徑2倍以上。齿大似板状，有1至7排。尾背近基部處有棘或無；棘前有一小形背鰭；但無尾鰭。眼與噴水孔在頭側；口在頭部腹面，橫裂。齒1至7列，砌石狀。除尾棘外，皮膚裸出，但雄者眼眶周圍及背部中央線上可能有瘤狀突起。一般体形不大，连尾部一起最大也不会超过两米。英文所指的魔鬼魚，便是這屬於這一科的魟。儘管這一科科名為鲼，但所屬的魚類，中文仍常命名為魟，因此常令人誤會為魟科。

## 生態
本科屬於熱帶暖水域沿岸魚類，常可見其利用整個胸鰭呈波浪形的擺動而游走於水表層。以底棲甲殼類及軟體動物為食，故養殖的牡蠣及蛤苗床，常遭其破壞。卵胎生，雌性通常懷有2至10胎，而妊娠期可長達1年。當捕獲時，會適時將小魟生出體外。

## 經濟利用
食用魚，但有些味道不佳，肉質較粗。蝠鲼属物种的鱼鳃可做膨鱼鳃用以煲汤，但富含重金属，故不建议食用。